# Охорона довкілля при збагаченні вугілля
Охорона довкілля при збагаченні вугілля
Під охороною довкілля розуміють сукупність державних, адміністративних, правових, економічних, політичних і суспільних заходів, спрямованих на раціональне використання, відтворення і збереження природних ресурсів землі.

## Сучасний стан довкілля
У сучасному світовому виробництві використовується лише 5-10 % вихідних сировинних продуктів, інші 90-95 % перетворюються на промислові відходи, більша частина яких попадає в атмосферу, гідро-, літосферу і забруднює їх .
Частка шкідливих речовин, що потрапляє у довкілля з виробничими викидами, пропорційна збільшенню виробництва продукції. Суттєвий внесок у ці процеси роблять вуглезбагачувальні фабрики: забруднюють атмосферне повітря, поверхневі й підземні водні джерела, землі, а також негативно впливають на людський організм шумом.
Безперервний ріст енергоозброєності при обмеженості запасів рідкого палива потребує збільшення постачання твердого палива. Одночасно збільшується вироблення відходів видобутку і збагачення вугілля. При цьому маса відходів збільшується не пропорційно зростанню видобутку й обсягу його переробки, а більш швидкими темпами, що обумовлено погіршенням гірничо-геологічних умов вугільних родовищ. У результаті видобуте вугілля значною мірою засмічене відходами, які виділяють на збагачувальних фабриках і складують. Складування потребує значних матеріальних витрат, але головним чином відторгнення із сільськогосподарського виробництва земельних угідь.
Науково-технічний прогрес, під впливом якого відбувається ро-звиток різних галузей промисловості, у тому числу й вугільної, подвійно впливає на довкілля. З одного боку, збільшення кількості промислових підприємств спричиняє зростання негативного впливу на природу, з іншого — науково-технічний прогрес має необмежені можливості для усунення таких негативних впливів.
Таким чином, вуглезбагачувальні фабрики є підприємствами, що негативно впливають на природне середовище і живі організми. При цьому ступінь забруднення природи значною мірою залежить від об'ємів породи, що міститься в перероблюваному вугіллі, і її якісних характеристик.
Зниження шкідливого впливу вуглезбагачувальних фабрик на довкілля здійснюється у двох напрямках: удосконалення техніки, технології збагачення вугілля і складування відходів вуглезбагачення; комплексне використання продуктів збага-чення вугілля включаючи утилізацію відходів.
Перший напрямок передбачає розробку й освоєння технологіч-них схем збагачення, які забезпечують мінімальний випуск відходів, і технологічних прийомів, що виключають або суттєво знижують шкі-дливий вплив відвалів, газових викидів і стічних вод на природне се-редовище.
Другий напрямок більш кардинальний, оскільки вирішує питан-ня повної ліквідації відвалів, роблячи їх сировиною для виробництва корисної продукції.